# Homonacjonalizm
Homonacjonalizm oznacza powiązanie walki o prawa osób LGBT z ideami nacjonalistycznymi, postrzeganie emancypacji mniejszości seksualnych jako wykładnika wskazującego na rozwój narodu czy państwa. Termin zaproponowała badaczka Jasbir Puar w roku 2007, odnosząc się do procesów, w których idee emancypacji osób LGBT stanowią uzasadnienie rasistowskich i ksenofobicznych postaw, zwłaszcza wobec muzułmanów, opierając je na uprzedzeniach, że wszyscy imigranci są nieodmiennie homofobiczni i tym samym niemożliwe jest zintegrowanie ich z zachodnimi społeczeństwami, mającymi być w pełni egalitarnymi. W ten sposób różnorodność seksualna i prawa LGBT są wykorzystywane do podtrzymywania politycznych i społecznych stanowisk przeciwko imigracji.
Pojęcie homonacjonalizmu zostało stworzone, by opisywać i krytykować postępujący nacjonalizm społeczności LGBT i postawy antyimigranckie, połączone z ignorowaniem wciąż propagowanej w zachodnim społeczeństwie homofobii. Queerowa emancypacja w ramach zachodniego homonacjonalizmu jest prezentowana jako włączenie do heteronormatywnych praktyk, na przykład legalizacji małżeństw jednopłciowych.

## Krytyka homonacjonalizmu w kontekście Europy Wschodniej
Ze względu na to, że równouprawnienie osób LGBT w Europie Wschodniej nie jest tak rozwinięte jak na Zachodzie, można by wnioskować, że homonacjonalizm nie będzie użytecznym narzędziem opisu realiów życia miejscowych ruchów LGBT. Anna Rekhviashvili w swoim artykule Can we think of homonationalism in Homophobic Eastern Europe? zauważa jednak, że postawy homonacjonalistyczne w Europie Wschodniej objawiają się między innymi poprzez powielanie zachodnich form aktywizmu i narracji "dążenia do bycia częścią Zachodu".